# Caporegime
 (décembre 2023).
Si vous disposez d'ouvrages ou d'articles de référence ou si vous connaissez des sites web de qualité traitant du thème abordé ici, merci de compléter l'article en donnant les références utiles à sa vérifiabilité et en les liant à la section « Notes et références ».

Structure d'une famille du crime de la Mafia américaine (Cosa Nostra).

Un caporegime est un terme italien qui désigne le chef d'une branche au sein d'une organisation criminelle, notamment dans la mafia sicilienne.

## Fonction
Le titre de caporegime représente le chef d'une famille ou d'un groupe mafieux au sein de la mafia sicilienne. Il est chargé de superviser et diriger un groupe de soldats ou de membres agissant sous l'autorité du « Parrain », le chef suprême de la famille mafieuse concernée.
Le caporegime est responsable de la gestion quotidienne des activités criminelles, de la collecte des profits et de l'application des décisions prises par le Parrain.